# دختران (فیلم ۱۹۱۹)
دختران (انگلیسی: Girls) یک فیلم است که در سال ۱۹۱۹ منتشر شد.